# Lac des Megalestris
Le lac des Megalestris est un lac situé sur la presqu'île du Bougainville, une péninsule au sud de la Grande Terre dans les îles Kerguelen dans les Terres australes et antarctiques françaises (TAAF).

## Histoire et toponymie
La commission territoriale de toponymie attribue au lac en 1966-1967 le nom désuet d'un oiseau, le labbe subantarctique (Stercorarius antarcticus). Ce prédateur, voisin des goélands, est aussi appelé couramment skua. En 1961, lors de la reconnaissance de Polian et Rens le lac est connu comme le lac de la Table du nom du relief tabulaire voisin. Cette mission d'exploration, menée depuis Port-aux-Français pendant l'été austral, passe par le lac où ils campent la nuit dans une caverne avant d'atteindre la glacier Cook. Cette caverne est déjà connue par la mission de reconnaissance Mouzon de 1953. Cette mission partie elle aussi de Port-aux-Français a atteint le lac qui constitue le point ultime de cette expédition,.

## Géographie
Le lac est situé près de l'extrémité sud de la presqu'île du Bougainville dont il n'est séparé que par la montagne de la Table. Il occupe une cuvette basse à 20 m d'altitude sur une surface de près de 80 ha. Le modeste bassin versant couvre environ 4 km2. Il n'est drainé que par de petits torrents et ravines ne dépassant pas 2 km de longueur. Le trop-plein du lac se déverse au sud par un court émissaire d'environ 2 km de long. Il se jette alors dans la baie de Port aux Lapins, une dépendance nord de la baie d'Audierne,,,.

## Géologie
Le bassin du lac repose sur le plateau basaltique de la presqu'île du Bougainville qui a un pendage marqué vers l'est. La bordure orientale du lac est marquée par une faille orientée NNO-SSE. La rive sud borde quant à elle la montagne de la Table, composée de lave trachy-phonolitique. Il s'agit d'un ancien lac de lave en relief inversé,.